# Thompson (priimek)
za druge pomene glej Thompson (razločitev)
Thompson je priimek več oseb:
- Leslie Frank Thompson, britanski general
- Geoffrey Stuart Thompson, britanski general
- Treffey Owen Thompson, britanski general
- William Gordon Starkey Thompson, britanski general
- Benjamin Thompson, anglo-ameriški fizik in izumitelj
- Claud Robert James Thompson, avstralski častnik in vojaški pilot
- Emma Thompson, angleška filmska igralka
- Eric Thompson, britanski dirkač Formule 1
- John T. Thompson, ameriški častnik, izumitelj brzostrelke Thompson
- Kenneth (Ken) Thompson, ime več znanih ljudi
- Kishane Thompson, jamajški atlet - šprinter
- Lee Jay Thompson, britanski glasbenik
- William Thompson, ameriški veslač
- Fred Thompson Bowerbank, novozelandski general in vojaški zdravnik
- Marko Perković - Thompson, hrvaški pevec